# Makeni
Makeni este un oraș situat în pareta central-nordică a statuli Sierra Leone. Este reședința provinciei Northern.